# Lill-Perstjärnen
Lill-Perstjärnen är en sjö i Bräcke kommun i Jämtland och ingår i Indalsälvens huvudavrinningsområde.